# Ludvig Norman
Pour les articles homonymes, voir Norman.
Fredrik Vilhelm Ludvig Norman (né le 28 août 1831 à Stockholm – mort le 28 mars 1885 dans la même ville) est un compositeur, pianiste, enseignant et chef d'orchestre suédois. Elfrida Andrée a été son élève.

## Biographie
En 1864, il épouse la violoniste Wilma Neruda.
En tant que chef d'orchestre, il dirige la première représentation de la 4e symphonie de Franz Berwald le 9 avril 1878.

## Dédicace
Woldemar Bargiel lui a dédié son Octuor à cordes.